# Weinkäse

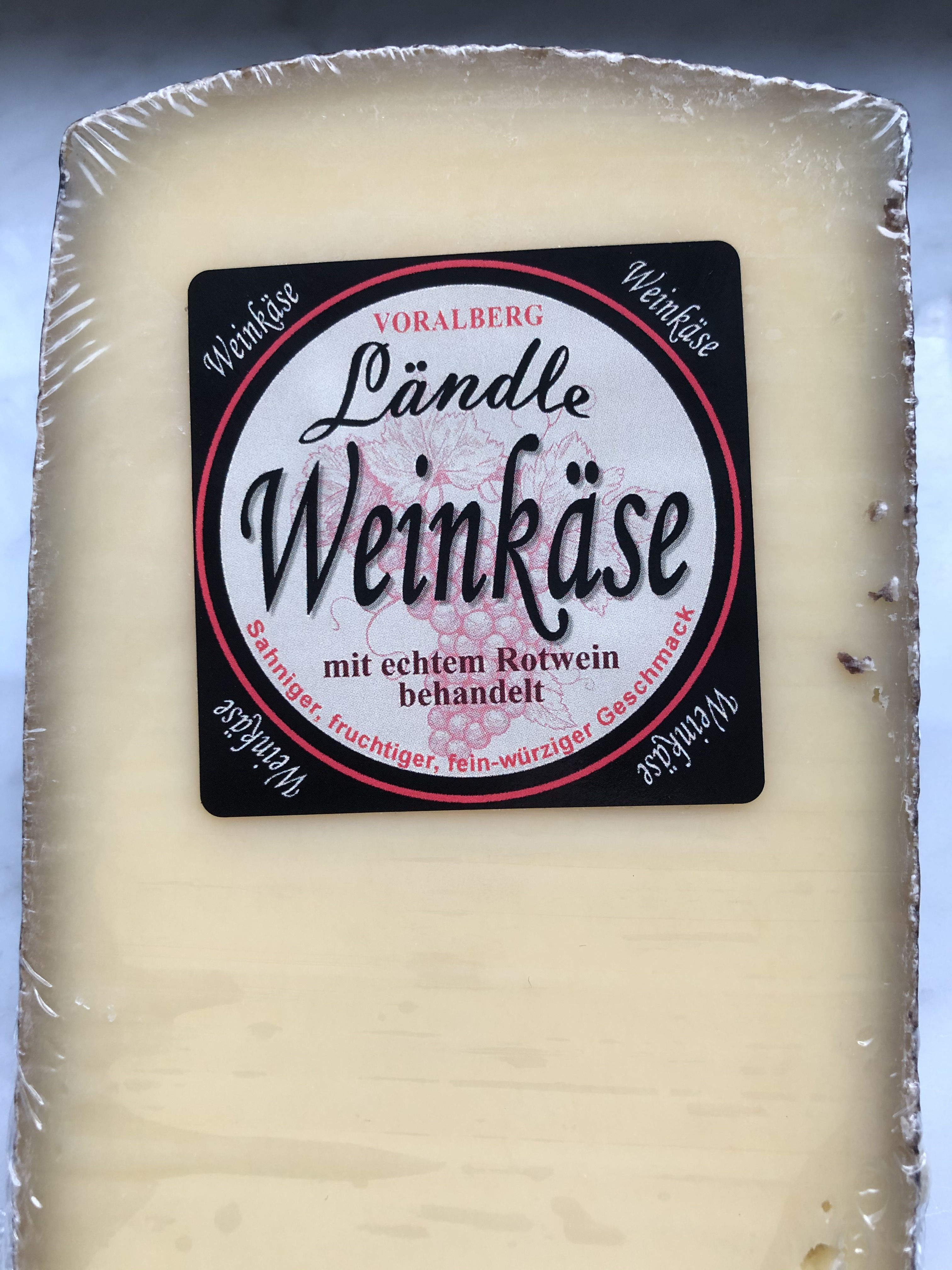
Weinkäse

Weinkase – gatunek sera, który produkowany jest w Niemczech z krowiego mleka. Ser ten zaliczany jest do serów dojrzewających, podpuszczkowych oraz miękkich. Ser Weinkäse ma lekko pikantny smak. 